# Almoster (Santarém)
Almoster ist eine Ortschaft und Gemeinde in Portugal.

## Geschichte
Die Spuren menschlicher Besiedlung reichen hier etwa 5.000 Jahre zurück, bis zur Kupfersteinzeit und zur Frühen Bronzezeit. Die hier gemachten Funde sind heute Teil der Sammlung im Museu Nacional de Arqueologia.
Der Ortsname wird von einem möglicherweise früher hier bestandenen, kleinen Kloster abgeleitet, so dass sich daraus der Ortsname entwickelte, aus dem arabischen Artikel al und dem lateinischen Wort für Kloster (monasterium, portugiesisch: mosteiro). Historiker wie Raul de Carvalho halten diese Theorie für möglicherweise nicht zutreffend.
Viel später, im Jahr 1287, wurde hier das Zisterzienserinnenabtei Almoster gegründet. Davon blieben nur einige Teile erhalten und stehen heute unter Denkmalschutz, darunter die Kirche.
Im Verlauf des Miguelistenkrieges fand am 18. Februar 1834 beim Gemeindeort Santa Maria (heute Casal da Charneca) eine Schlacht statt, als Batalha de Almoster bekannt geworden. Die Truppen des absolutistischen Königs D. Miguel I. unter General Lemos unterlagen dabei General Saldanha, der die Truppen des liberalen ex-Königs D. Pedro IV. führte, dem ersten Kaiser von Brasilien.

## Verwaltung
Almoster ist Sitz der gleichnamigen Gemeinde (Freguesia) im Kreis (Concelho) von Santarém. In ihr leben 1603 Einwohner auf einer Fläche von 41 km² (Stand 19. April 2021).
Folgende Ortschaften liegen im Gemeindegebiet:
| - Albergaria - Alforzemel - Almoster - Atalaia - Casais Oliveira Cabo - Casal Botas - Casal da Boavista - Casal da Charneca - Casal de Santa Clara - Casal de Santa Maria | - Casal do Paúl - Freiria - Gucherre (auch Guxerre) - Louriceira - Moita do Lobo - Ponte do Celeiro - Quinta do Cabecinho - Quinta Vale de Moinhos - Vila Nova do Coito |